# Provino (nome)
Provino  è un nome proprio di persona italiano maschile.

## Varianti
- Femminili: Provina[1][2]

## Origine e diffusione
Si tratta di un nome attestato prevalentemente in Piemonte per via del culto locale di un "san Provino", dalla tradizione agiografica incerta e non riconosciuto ufficialmente dalla Chiesa. Anche l'etimologia del nome è dubbia; potrebbe forse essere una forma dialettale alterata del nome Probo.

## Onomastico
L'onomastico si può festeggiare l'8 marzo in memoria di san Probino, vescovo di Como, che è chiamato a volte anche "san Provino".

## Persone
- Provino Valle, architetto italiano